# Накагава, Кунио
Кунио Накагава (яп. 中川 州男; 23 января 1898 – 24 ноября 1944) — командующий японскими войсками во время битвы за Пелелиу, которая проходила с 15 сентября по 27 ноября 1944 года. Он нанёс тяжёлый урон американским морским пехотинцам и удерживал остров Пелелиу почти три месяца. Вечером 24 ноября, после поражения в битве, он совершил харакири, ритуальное самоубийство, традиционное для японских воинов-самураев. Посмертно получил звание генерал-лейтенанта.

## Ранняя жизнь
Накагава был уроженцем префектуры Кумамото и был третьим сыном директора начальной школы. Он окончил 30-й класс Императорской японской армейской академии в декабре 1918 года и был зачислен младшим лейтенантом пехоты 48-го полка императорской армии Японии.

## Карьера
Он служил во 2-м полку Тайваньской армии Японии, в штабе 12-й дивизии и в качестве командира батальона 79-го пехотного полка. Впервые он участвовал в боевых действиях во время инцидента на мосту Лугоу, а впоследствии служил во время Второй китайско-японской войны в провинции Шаньси. В марте 1939 года он был направлен в штабное училище армии по рекомендации командира полка, а в марте 1939 года получил звание подполковника. В апреле 1941 года он был награждён престижным орденом Золотого коршуна 4-й степени. В марте 1943 года Накагава получил звание полковника и стал командиром 2-го пехотного полка, который находился под командованием 14-й дивизии в Маньчжоу-Го.
Поскольку ситуация Японии в войне на Тихом океане ухудшалась, 14-я дивизия была передислоцирована для усиления обороны японской территории Палау. Накагава использовал естественную географию острова Пелелиу, чтобы построить укрепления, соединённые системой туннелей, чтобы нанести максимально возможный урон. 15 сентября 1944 года американские войска высадились на Пелелиу, и бой длился более двух месяцев. Для Соединённых Штатов это было неоднозначное сражение из-за сомнительной стратегической ценности острова и высокого уровня потерь. В национальном музее морской пехоты назвали это «самым ожесточённым сражением для морской пехоты».

## Смерть
24 ноября Накагава сказал: «Наш меч сломан, и у нас кончились копья».  Затем он сжёг свои полковые знамёна и совершил ритуальное самоубийство. Кунио посмертно получил звание генерала-лейтенанта за проявленную доблесть на Пелелиу.
Останки Накагавы были обнаружены в 1993 году.